# シュムエル・イブン・ナグレーラ
シュムエル・イブン・ナグレーラ（ヘブライ語: שמואל הלוי בן יוסף הנגיד,  アラビア語:  أبو إسحاق إسماعيل بن النغريلة, 993年 - 1056年）、またの名をシュムエル・ハ＝ナギド（ヘブライ語: שמואל הנגיד）は、アンダルス時代のスペインの詩人、政治家、軍人。グラナダ王国の宰相として活躍し、ヘブライ語の叙事詩を刷新した。

## 生涯
メリダに生まれ、香辛料貿易を営む裕福なユダヤ商人の家庭に育つ。後ウマイヤ朝の内紛が起きると、家族とともにコルドバを逃れてマラガへ移住した。後ウマイヤ朝が滅んで諸王朝が誕生したタイファ時代になると、グラナダ王国へ行って宰相の書記として出世する。34歳のときにグラナダ王国のユダヤ人共同体のナギド（指導者）に任ぜられ、シュムエル・ハ＝ナギドとも呼ばれるようになった。宰相となって自ら戦場へおもむき、セビリア王国やアルメリア王国との戦いに勝利した。
アラビア語の詩歌に親しんだ経験をもとに、ヘブライ語の叙事詩に新たな作風を持ちこんだ。これにより、主に典礼用の言語となっていたヘブライ語で官能的な詩の表現も可能となった。イブン・ナグレーラの作品は、息子のヨセフによって、『ベン・ティリーム』という詩集にまとめられている。